# Tarquinia (épouse de Servius Tullius)
Pour les articles homonymes, voir Tarquinia (homonymie).
Tarquinia est la fille de Tarquin l'Ancien, qui la donne comme épouse à Servius Tullius, son successeur au trône de Rome, cherchant à marier sa fille et « ne trouvant aucune personne dans toute la jeunesse romaine » assez honorable pour devenir son gendre.